# Ghost Rider (videojuego)
Ghost Rider es un videojuego de hack and slash en tercera persona lanzado para PlayStation 2, PlayStation Portable y Game Boy Advance basado en la película del mismo nombre, lanzada en todo el mundo en febrero de 2007. Se planeó originalmente una versión para Xbox de este juego para su lanzamiento, pero desafortunadamente ha sido cancelada.
La trama del juego está extraída de la película y fue escrita por los escritores de Marvel, Garth Ennis y Jimmy Palmiotti. Los jugadores pueden jugar como Ghost Rider tanto a pie como en la Hellcycle. Los villanos son tanto de la película como del cómic, incluidos Scarecrow, Deathwatch, Lilith.
El juego recibió críticas mixtas para PlayStation 2 y Game Boy Advance y críticas muy variadas a negativas para PlayStation Portable.

## Trama
Mephisto le dice a Vengeance que le lleve al Ghost Rider. Vengeance persigue a Johnny en su propio Hellcycle y lo captura, abriendo un portal de fuego al infierno en el aire. En un ataque de rabia, Johnny se convierte en el Jinete. Finalmente, llega a las Puertas del Infierno. Sin embargo, Mephisto aparece e impide su escape. Le explica a Johnny que está perdiendo el control sobre sus demonios, que están escapando del infierno y arrasando en la superficie y, si no se detienen, podrían desencadenar el apocalipsis. Si su ejército no puede mantenerse bajo control, los Ángeles del Cielo han amenazado con subsumir el reino de Mephisto.
Para evitarlo, recluta al Rider, Johnny lo despide, aunque acepta cuando Mephisto envía a Vengeance a matar a Roxanne Simpson, lo que obliga a Blaze a matar a Vengeance. Él viaja de regreso a la Tierra y procede a San Venganza para luchar contra Lilith y los hijos de la diosa demonio, junto con los monstruos del Corazón Oscuro, así como los otros demonios que habían escapado del Infierno. Pronto, se enfrenta a Lilith y la mata; Johnny sin saber que algunos de los hijos de la diosa demonio, los Lilin, han sobrevivido y escapado con el cuerpo de Blackheart. El Caretaker/Phantom Rider llega, acompañado por el dhampiro cazador de vampiros Blade para ayudar a Ghost Rider. Le dicen al jinete que Blackout ha unido fuerzas con Deathwatch y sus demonios para robar hardware militar. Johnny viaja y finalmente mata a Blackout mientras Blade encuentra y esconde el cuerpo de Blackheart.
Atrapado con la guardia baja, Ghost Rider descubre que Roxanne ha sido secuestrada por Scarecrow. Después de haberlo golpeado y haber salvado a Roxanne, Scarecrow dirige a Johnny al carnaval donde mataron a su padre. Allí, conoce a Mephisto, quien revela que estuvo en contra del Rider todo el tiempo.
Para convocar un portal al infierno y marcar el comienzo del Apocalipsis (pero sabiendo que los ángeles habrían frustrado cualquier esfuerzo con demonios), Mephisto envió a Ghost Rider en su búsqueda para que el infierno de su ciclo inscribiera el enorme  geoglifo necesario para convocar el portal. Después de la explicación, Blackheart, cuyo cuerpo supuestamente estaba oculto por Blade, logra despertarse y escapar para encontrar el paradero de Ghost Rider y Mephisto. Inmediatamente se vuelve inmensamente poderoso, aunque Johnny lo derriba. Después de lo cual, Mephisto desaparece con el cuerpo de Blackheart y Johnny se reúne con Roxanne.

## Jugabilidad
El juego presenta un sistema que recuerda al de God of War y Devil May Cry, incluso teniendo algunos de los mismos controles y estilo de ataques. Los combos se hacen con las manos desnudas y con la cadena demoníaca. El estado de ánimo general, el escenario y el estilo visual son muy similares a los de la primera entrega de Devil May Cry. Cuando está en el Hellcycle, Ghost Rider todavía es capaz de realizar algunos de los mismos ataques en cadena y puede disparar el fuego del infierno.
La versión de Game Boy Advance tiene algunos elementos de Road Rash y Castlevania.

### Personajes alternativos
Después de superar el juego en ciertos niveles de dificultad, se pueden desbloquear máscaras de personajes adicionales. Incluyen Classic Ghost Rider, Ghost Rider 2099, Vengeance y Blade el cazador de vampiros.

### Blade
Si el jugador elige comenzar el juego nuevamente como Blade, su juego cambia ligeramente. Blade (que luego apareció en otro juego de Columbia/Marvel, Spider-Man: Friend or Foe) solo tiene su Daywalker Sword como arma, no tiene los ataques de escopeta o eslabones de Ghost Rider. Los ataques combinados son mucho más limitados. Tampoco recupera la salud absorbiendo las llamas de los tambores de fuego ocasionales esparcidos por los niveles del juego. En cambio, Blade puede absorber la fuerza vital de cualquier enemigo herido que no sea un jefe (la preparación se indica mediante un círculo sobre sus cabezas). Sin embargo, durante las secciones de carreras de motocicletas, su vehículo aún puede disparar flechas de fuego y puede usar su espada para el combate cuerpo a cuerpo.

### Carreras de PSP
La versión de PSP tiene un modo de juego de circuito de carreras exclusivo, que incluye no solo Ghost Rider y los personajes alternativos que se pueden jugar en la historia, sino también la forma humana de Ghost Rider, Johnny Blaze, Caretaker, Lilith y Deathwatch. En este juego, el corredor puede usar un ícono de poder, que les permite utilizar su impulso, trampas y proyectiles alternativos, similar a la serie  Mario Kart  de Nintendo. El escenario del circuito de carreras incluye el Daily Bugle de la franquicia Spider-Man.

## Recepción
Las versiones de Game Boy Advance y PlayStation 2 de Ghost Rider recibieron "críticas mixtas o promedio", mientras que la versión de PSP recibió "críticas generalmente desfavorables", según el sitio web de agregación de reseñas Metacritic.